# Leucocelis maraisi
Leucocelis maraisi är en skalbaggsart som beskrevs av Franz Antoine 1987. Leucocelis maraisi ingår i släktet Leucocelis och familjen Cetoniidae. Inga underarter finns listade i Catalogue of Life.